# 諾斯維尤 (密蘇里州)
諾斯維尤（英語：Northview）是位於美國密蘇里州韋伯斯特縣的非建制地區。

## 歷史
諾斯維尤的郵局於1873年設立，其後於1973年停運。

## 地理
諾斯維尤所處的海拔為高於海平面440米（即1440英呎），而該地所採用的時區為UTC-6，即北美中部時區（CST）。同時該地設有夏令時間，為UTC-6調快一小時，即UTC-5（CDT）。